# Термодинамічний контроль
Термодинамічний контроль (англ. thermodynamic control (of product composition)) — випадок, коли співвідношення між продуктами хімічної реакції визначається константами рівноваги їх взаємних перетворень чи перетворень інтермедіатiв, утворених у лімітуючій стадії реакції або після неї. В цьому випадку переважають продукти хімічної реакції, що є найбільш стабільними, а не ті, які утворюються в найшвидшій стадії.